# Cmentarz żydowski w Lubyczy Królewskiej
Cmentarz żydowski w Lubyczy Królewskiej – kirkut społeczności żydowskiej niegdyś zamieszkującej Lubyczę Królewską. Nie wiadomo dokładnie kiedy powstał, być może było to w XVIII wieku. Cmentarz znajduje się przy ul. Żwirki i Wigury we wschodniej części miejscowości. Był otoczony kamiennym murem. Znajdowała się na nim kostnica i bardzo liczne kamienne macewy usytuowane w rzędach. Ma powierzchnię 0,4 ha. Został zniszczony podczas II wojny światowej. Nie zachowały się żadne nagrobki. Teren cmentarza został po wojnie zabudowany. Obecnie na jego miejscu znajduje się kilkanaście domków jednorodzinnych. Znaczna część macew posłużyła jako wzmocnienie fundamentów niektórych domów. Jedyna jak dotychczas znana i ocalała macewa znajduje się w Izbie Muzealnej Internatu Zespołu Szkół nr 6 w Lubyczy Królewskiej.